# 梅特喬辛
梅特喬辛（英語：Metchosin）是加拿大卑詩省西南部首府地區一個區域自治體（district municipality），坐落溫哥華島南部，東面與南面瀕臨胡安·德·富卡海峽，西南臨非建制地區胡安·德·富卡選區的東蘇克社區（East Sooke），西接蘇克，北臨胡安·德·富卡選區的其他地域，東北面則與蘭福德和科爾伍德為鄰。據2011年加拿大人口普查所示，梅特喬辛區內人口為4803人。

## 歷史
梅特喬辛一帶原為沙利殊原住民族（Salish）的地域。據説當地早年有一條鯨魚擱淺，屍體腐臭的氣味隨之散播，原住民因此將此處稱為“Smets-Schosen”，意即“鯨油的氣味”或“鯨油之地”。1840年代，哈德遜灣公司取得此帶地域的操控權，並從1850年起透過其轄下的普吉特海灣農業公司（Puget's Sound Agricultural Company）在現埃斯奎莫爾特、維尤羅亞爾和科爾伍德等地設立農莊，為鄰近的維多利亞堡（即現維多利亞市）供應食糧。部分歐裔殖民卻自行到科爾伍德以西的地域開設自己的農莊，一個農業社會遂於現梅特喬辛一帶形成。
第二次世界大戰期間，加拿大國防部在梅特喬辛沿海數處設立砲台，並於洛基角（Rocky Point）設立火藥庫。戰後維多利亞地區的城市延伸現象逐漸往梅特喬辛一帶進發；為了保持該帶的鄉郊風貌，梅特喬辛於1984年12月3日正式設立地方政府。

## 交通
區內的主要幹道為卑詩省14號公路，西通蘇克，東端在蘭福德駁上卑詩省1號公路（橫加公路）。航空交通方面，最接近梅特喬辛的主要機場為位於北沙尼治的維多利亞國際機場。

## 外部連結
- 维基共享资源上的相關多媒體資源：梅特喬辛
- （英文）District of Metchosin－梅特喬辛區政府官方網站